# Hohenlockstedt
Hohenlockstedt è un comune tedesco del circondario di Steinburg, nella regione dello Schleswig-Holstein. Ha circa 6 000 abitanti.